# Видеоклип
Видеоклипът (от англ. video (видео) и clip (изрезка)) или кратката форма клип представлява вид късометражен филм, принадлежащ на средствата за масова комуникация, като най-често съпровожда дадена песен и е нейна интерпретация.
Във видеоклиповете се използват всички ефекти, присъщи на фотографията и киното. Тяхно основно предназначение е визуализацията на музикално съдържание. Сюжетите, по които се заснемат видеоклиповете, са разнообразни и без ограничения, но излъчването на такива с явно еротично или порнографско съдържание попада под законови регулации и е възможно да бъде ограничавано.
По общо терминът видеоклип се използва за всякакво кратко видеосъдържание, заснето с камера (видеокамера, дигитален фотоапарат, уеб камера, мобилен телефон с камера – смартфон и др.). Такива видеоклипове са основа за развитието на специализирани сайтове за видеосподеляне в интернет. Комбинацията на видеоклип и блог се нарича видеоблог (или „влог“).
Видеоклип се нарича и отрязък от по-дълго видеопроизведение, например конкретна част от филм или видеозапис от охранителна камера.